# طارق اوبرو
طارق اوبرو (به عربی: طارق أوبرو) روحانی مسلمان و نویسندهٔ ساکن کشور فرانسه با اصالت مراکشی است. وی که در ابتدا فردی محافظه‌کار بود، به تفکرات لیبرالتر روی آورد. او معتقد است که قرآن به غلط تفسیر شده است.
امام طارق اوبرو مدیر مسجد بوردو است و همچنین رئیس انجمن امامان فرانسه می‌باشد. وی رهبری مذهبی دارای افکار آزاد و پیشتاز در فرمولاسیون قوانین اسلام برای اقلیتها است که هدفش شرکت دادن مسلمانان فرانسه در سیستم غیر مذهبی و سکولار فرانسه می‌باشد.